# Жуков Іван Олександрович
Іван Олександрович Жуков — радянський і партійний діяч, 1-й секретар Миколаївського міського комітету КП(б)У Миколаївської області.

## Життєпис
Член ВКП(б).
У 1944 — квітні 1946 року — 1-й секретар Заводського районного комітету КП(б)У міста Миколаєва.
У квітні — листопаді 1946 року — заступник секретаря Миколаївського обласного комітету КП(б)У із машинобудівної промисловості — завідувач відділу машинобудівної промисловості Миколаївського обласного комітету КП(б)У.
У листопаді 1946 — січні 1950 року — 2-й секретар Миколаївського міського комітету КП(б)У.
У січні 1950 — 1951 року — 1-й секретар Миколаївського міського комітету КП(б)У.
Подальша доля невідома.

## Нагороди
- орден Трудового Червоного Прапора (23.01.1948)
- медалі